# محمد العربی
محمد العربی (فرانسوی: Mohamed Larbi‎؛ زادهٔ ۲ سپتامبر ۱۹۸۷) بازیکن فوتبال اهل تونس است.

## باشگاهی
از باشگاه‌هایی که در آن بازی کرده‌است می‌توان به باشگاه فوتبال ستاره ساحلی اشاره کرد. 

## تیم ملی
وی همچنین در تیم ملی فوتبال تونس بازی کرده‌است.